# Europese kampioenschappen atletiek 1950

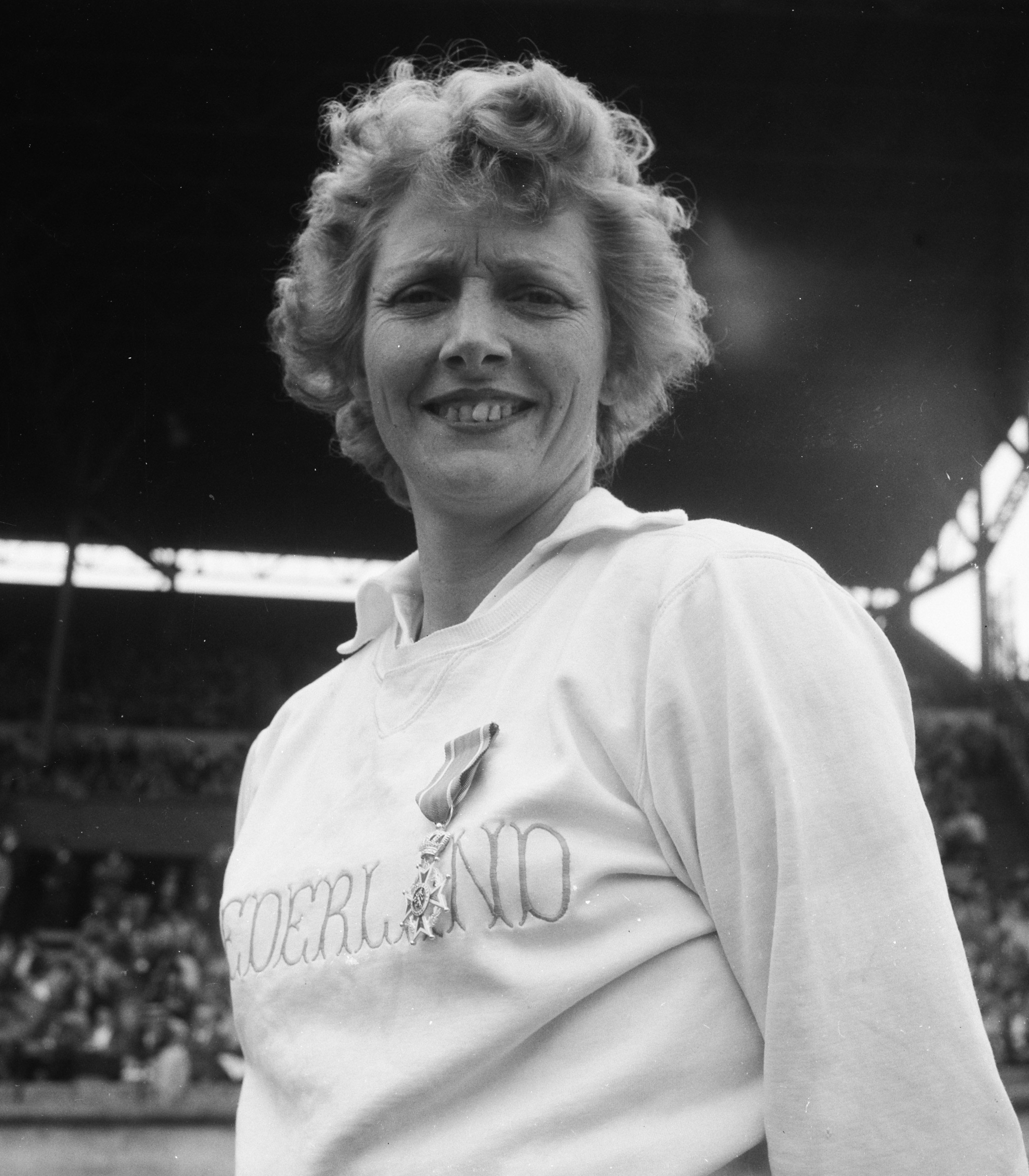
Fanny Blankers Koen

De 4e Europese kampioenschappen atletiek werden van 23 augustus 1950 tot en met 27 augustus 1950 gehouden in het Heizelstadion (tegenwoordig Koning Boudewijnstadion geheten) in Brussel. In totaal waren er 34 titels te vergeven, waarvan 24 voor mannen en tien voor vrouwen. De meest succesvolle atleet of atlete op dit kampioenschap was de Nederlandse Fanny Blankers-Koen. Zij veroverde drie gouden (100 m, 200 m, 80 m horden) en één zilveren (4 x 100 m estafette) medaille.

## Uitslagen

### 100 m
| Rang | Land | Atleet            | Tijd |
| ---- | ---- | ----------------- | ---- |
| 1    | FRA  | Etienne Bally     | 10,7 |
| 2    | ITA  | Franco Leccese    | 10,7 |
| 3    | URS  | Wladimir Sucharew | 10,7 |
| 4    | POL  | Emil Kiszka       | 10,7 |
| 5    | ISL  | Haukur Clausen    | 10,8 |
| 6    | YUG  | Petar Pecelj      | 10,8 |

| Rang | Land | Atleet                | Tijd      |
| ---- | ---- | --------------------- | --------- |
| 1    | NED  | Fanny Blankers-Koen   | 11,7 (CR) |
| 2    | URS  | Jewgenija Setschenowa | 12,3      |
| 3    | GBR  | June Foulds           | 12,4      |
| 4    | URS  | Zoja Dukowitsch       | 12,4      |
| 5    | GBR  | Elspeth Hay           | 12,5      |
| 6    | FRA  | Colette Aitelli       | 12,5      |

### 200 m
| Rang | Land | Atleet             | Tijd |
| ---- | ---- | ------------------ | ---- |
| 1    | GBR  | Brian Shenton      | 21,5 |
| 2    | FRA  | Etienne Bally      | 21,8 |
| 3    | NED  | Jan Lammers        | 22,5 |
| 4    | ITA  | Angelo Moretti     | 22,1 |
| 5    | ISL  | Asmundur Bjarnason | 22,1 |
| 6    | FRA  | Yves Camus         | 22,2 |

| Rang | Land | Atleet                | Tijd |
| ---- | ---- | --------------------- | ---- |
| 1    | NED  | Fanny Blankers-Koen   | 24,0 |
| 2    | URS  | Jewgenija Setschenowa | 24,8 |
| 3    | GBR  | Dorothy Hall          | 25,0 |
| 4    | URS  | Sofia Maltschina      | 25,0 |
| 5    | NED  | Puck Brouwer          | 25,0 |
| 6    | URS  | Zoja Dukowitsch       | 25,5 |

### 400 m
| Rang | Land | Atleet               | Tijd      |
| ---- | ---- | -------------------- | --------- |
| 1    | GBR  | Derek Pugh           | 47,3 (CR) |
| 2    | FRA  | Jacques Lunis        | 47,6      |
| 3    | SWE  | Lars-Erik Wolfbrandt | 47,9      |
| 4    | ISL  | Gudmundur Lárosson   | 48,1      |
| 5    | GBR  | Leslie Lewis         | 48,7      |
| 6    | ITA  | Luigi Paterlini      | 48,9      |

### 800 m
| Rang | Land | Atleet           | Tijd        |
| ---- | ---- | ---------------- | ----------- |
| 1    | GBR  | John Parlett     | 1.50,5 (CR) |
| 2    | FRA  | Marcel Hansenne  | 1.50,7      |
| 3    | GBR  | Roger Bannister  | 1.50,7      |
| 4    | SWE  | Ingvar Bengtsson | 1.51,2      |
| 5    | NOR  | Audun Boysen     | 1.51,4      |
| 6    | FRA  | Michel Clare     | 1.51,6      |
| 7    | SWE  | Olle Lindén      | 1.52,3      |
| 8    | BEL  | Joseph Brys      | 1.54,0      |

### 1500 m
| Rang | Land | Atleet             | Tijd        |
| ---- | ---- | ------------------ | ----------- |
| 1    | NED  | Wim Slijkhuis      | 3.47,2 (CR) |
| 2    | FRA  | Patrick El Mabrouk | 3.47,8      |
| 3    | GBR  | Bill Nankeville    | 3.48,0      |
| 4    | FIN  | Ilmari Taipale     | 3.50,4      |
| 5    | GBR  | Leonard Eyre       | 3.51,0      |
| 6    | TCH  | Václav Cevona      | 3.51,4      |
| 7    | SWE  | Ingvar Eriksson    | 3.52,4      |
| 8    | FRA  | Jacques Vernier    | 3.53,2      |

### 5000 m
| Rang | Land | Atleet          | Tijd         |
| ---- | ---- | --------------- | ------------ |
| 1    | TCH  | Emil Zátopek    | 14.03,0 (CR) |
| 2    | FRA  | Alain Mimoun    | 14.26,0      |
| 3    | BEL  | Gaston Reiff    | 14.26,2      |
| 4    | FIN  | Väinö Mäkelä    | 14.30,8      |
| 5    | FIN  | Hannu Posti     | 14.40,8      |
| 6    | BEL  | Lucien Theys    | 14.42,4      |
| 7    | YUG  | Stevan Pavlovic | 14.50,2      |
| 8    | GBR  | Alec Olney      | 14.51,8      |

### 10.000 m
| Rang | Land | Atleet              | Tijd         |
| ---- | ---- | ------------------- | ------------ |
| 1    | TCH  | Emil Zátopek        | 29.12,0 (CR) |
| 2    | FRA  | Alain Mimoun        | 30.21,0      |
| 3    | FIN  | Väinö Koskela       | 30.30,8      |
| 4    | GBR  | Frank Aaron         | 30.31,6      |
| 5    | URS  | Nikifor Popow       | 30.34,4      |
| 6    | NOR  | Martin Stokken      | 30.44,8      |
| 7    | BEL  | Marcel Vandewattyne | 30.48,6      |
| 8    | TUR  | Osman Cosgül        | 30.50,0      |

### 110 m horden/80 m horden
| Rang | Land | Atleet              | Tijd |
| ---- | ---- | ------------------- | ---- |
| 1    | FRA  | André-Jacques Marie | 14,6 |
| 2    | SWE  | Ragnar Lundberg     | 14,7 |
| 3    | GBR  | Peter Hildreth      | 15,0 |
| 4    | ITA  | Albano Albanese     | 15,1 |
| 5    | FRA  | Gilbert Omnes       | 15,2 |
| 6    | URS  | Jewgeni Bulantschik | 15,2 |

| Rang | Land | Atleet               | Tijd      |
| ---- | ---- | -------------------- | --------- |
| 1    | NED  | Fanny Blankers-Koen  | 11,1 (CR) |
| 2    | GBR  | Maureen Dyson        | 11,6      |
| 3    | FRA  | Micheline Ostermeyer | 11,7      |
| 4    | URS  | Alexandra Jekuschewa | 11,7      |
| 5    | GBR  | Jean Desforges       | 11,8      |
| 6    | URS  | Jelena Gokieli       | 11,8      |

### 400 m horden
| Rang | Land | Atleet          | Tijd      |
| ---- | ---- | --------------- | --------- |
| 1    | ITA  | Armando Filiput | 51,9 (CR) |
| 2    | URS  | Juri Litujew    | 52,4      |
| 3    | GBR  | Harry Whittle   | 52,7      |
| 4    | ITA  | Ottavio Missoni | 53,6      |
| 5    | SWE  | Lars Ylander    | 53,9      |
| 6    | FRA  | Georges Elloy   | 54,3      |

### 3000 m steeplechase
| Rang | Land | Atleet            | Tijd   |
| ---- | ---- | ----------------- | ------ |
| 1    | TCH  | Jindřich Roudný   | 9.05,4 |
| 2    | YUG  | Peter Segedin     | 9.07,8 |
| 3    | FIN  | Erik Blomster     | 9.08,8 |
| 4    | NOR  | Martin Stokken    | 9.13,0 |
| 5    | FRA  | Alex Guyodo       | 9.17,4 |
| 6    | BEL  | Robert Schoonjans | 9.18,6 |
| 7    | SWE  | Curt Söderberg    | 9.21,0 |
| 8    | SWE  | Tore Sjöstrand    | 9.25,2 |

### 4 x 100 m estafette
| Rang | Land | Atleet                                                                     | Tijd |
| ---- | ---- | -------------------------------------------------------------------------- | ---- |
| 1    | URS  | Wladimir Sucharew Lewan Kaljajew Lewan Sanadse Nikolai Karakulow           | 41,5 |
| 2    | FRA  | Etienne Bally Jacques Perlot Yves Camus Jean-Pierre Guillon                | 41,8 |
| 3    | SWE  | Göte Kjellberg Leif Christersson Stig Danielsson Hans Rydén                | 41,9 |
| 4    | GBR  | John Gregory Alan Grieve Brian Shenton Austin Pinnington                   | 41,9 |
| 5    | ISL  | Ásmundur Bjarnason Guðmundur Lárusson Finnbjörn Þorvaldsson Haukur Clausen | 41,9 |
| 6    | ITA  | Franco Leccese Gino Riva Giuseppe Guzzi Angelo Moretti                     | 43,2 |

| Rang | Land | Atleet                                                                 | Tijd |
| ---- | ---- | ---------------------------------------------------------------------- | ---- |
| 1    | GBR  | Eileen Hay Jean Desforges Dorothy Hall June Foulds                     | 47,4 |
| 2    | NED  | Xenia de Jong Puck Brouwer Gré de Jongh Fanny Blankers-Koen            | 47,4 |
| 3    | URS  | Jelena Gokieli Sofia Malschina Sonja Duchowitsch Jewgenija Setschenowa | 47,5 |
| 4    | FRA  | Rosine Faugouin Micheline Ostermeyer Colette Aitelli Yvette Monginou   | 48,5 |
| 5    | ITA  | Maria Musso Laura Sivi Micaela Bora Vottoria Cesarini                  | 48,7 |
| 6    | YUG  | Spomenka Koledin Milica Šumak Mira Tuce Alma Butja                     | 49,8 |

### 4 x 400 m estafette
| Rang | Land | Atleet                                                               | Tijd   |
| ---- | ---- | -------------------------------------------------------------------- | ------ |
| 1    | GBR  | Martin Pike Leslie Lewis Angus Scott Derek Pugh                      | 3.10,2 |
| 2    | ITA  | Baldasare Porto Armando Filiput Luigi Paterlini Antonio Siddi        | 3.11,0 |
| 3    | SWE  | Gösta Brännström Tage Ekfeldt Rune Larsson Lars-Erik Wolfbrandt      | 3.11,6 |
| 4    | FRA  | René Leroux Francis Scheweita Jean-Paul Martin-du-Gard Jacques Lunis | 3.11,6 |
| 5    | URS  | Pavel Kiyanenko Gennadiy Modoy Heino Potter Sergey Komarov           | 3.15,4 |
| 6    | FIN  | Jaakko Suikkari Lennart Lindberg Ragnar Graeffe Rolf Back            | 3.16,6 |

### Hoogspringen
| Rang | Land | Atleet             | Tijd |
| ---- | ---- | ------------------ | ---- |
| 1    | GBR  | Alan Paterson      | 1,96 |
| 2    | SWE  | Arne Åhman         | 1,93 |
| 3    | FRA  | Claude Bernard     | 1,93 |
| 4    | SUI  | Hans Wahli         | 1,90 |
| 5    | SWE  | Gösta Svensson     | 1,90 |
| 6    | FRA  | Georges Damitio    | 1,90 |
| 7    | BEL  | Jacques Delelienne | 1,85 |
| 8    | URS  | Juriy Iliasov      | 1,85 |

| Rang | Land | Atleet             | Tijd |
| ---- | ---- | ------------------ | ---- |
| 1    | GBR  | Sheila Alexander   | 1,63 |
| 2    | GBR  | Dorothy Tyler      | 1,63 |
| 3    | URS  | Galina Ganeker     | 1,63 |
| 4    | DEN  | Anne Knudsen       | 1,60 |
| 5    | GBR  | Bertha Crowther    | 1,55 |
| 6    | FRA  | Anne-Marie Colchen | 1,50 |
| 7    | FRA  | Simone Peironé     | 1,50 |
| 8    | AUT  | Berta Sablatrig    | 1,45 |

### Polsstokhoogspringen
| Rang | Land | Atleet           | Tijd      |
| ---- | ---- | ---------------- | --------- |
| 1    | SWE  | Ragnar Lundberg  | 4,30 (CR) |
| 2    | FIN  | Valto Olenius    | 4,25      |
| 3    | FIN  | Jukka Piironen   | 4,25      |
| 4    | FRA  | Victor Sillon    | 4,10      |
| 5    | NOR  | Erling Kaas      | 4,10      |
| 6    | SUI  | Armin Scheurer   | 4,00      |
| 7    | SWE  | Birger Hultqvist | 4,00      |
| 8    | DEN  | Rudy Stjernild   | 3,80      |

### Verspringen
| Rang | Land | Atleet             | Tijd |
| ---- | ---- | ------------------ | ---- |
| 1    | ISL  | Torfi Bryngeirsson | 7,32 |
| 2    | NED  | Gerard Wessels     | 7,22 |
| 3    | TCH  | Jaroslav Fikejz    | 7,20 |
| 4    | POR  | Albaro Dias        | 7,00 |
| 5    | NOR  | Rune Nilsen        | 6,96 |
| 6    | LUX  | Fred Hammer        | 6,92 |
| 7    | FRA  | Paul Faucher       | 6,81 |
| 8    | YUG  | Boris Brnad        | 6,52 |

| Rang | Land | Atleet               | Tijd |
| ---- | ---- | -------------------- | ---- |
| 1    | URS  | Walentina Bogdanowa  | 5,82 |
| 2    | NED  | Wil Lust             | 5,63 |
| 3    | FIN  | Maire Österdahl      | 5,57 |
| 4    | FRA  | Yvonne Curtet-Chabot | 5,38 |
| 5    | ITA  | Silvana Pierucci     | 5,34 |
| 6    | GBR  | Margaret Erskine     | 5,29 |
| 7    | GBR  | Valerie-Ann Webster  | 5,29 |
| 8    | NED  | Tineke De Jongh      | 5,23 |

### Hink-stap-springen
| Rang | Land | Atleet             | Tijd       |
| ---- | ---- | ------------------ | ---------- |
| 1    | URS  | Leonid Shcherbakov | 15,39 (CR) |
| 2    | FIN  | Valdemar Rautio    | 14,96      |
| 3    | TUR  | Ruhi Sarıalp       | 14,53      |
| 4    | NOR  | Rune Nilsen        | 14,50      |
| 5    | SWE  | Arne Åhman         | 14,48      |
| 6    | SWE  | Lennart Moberg     | 14,46      |
| 7    | DEN  | Preben Larsen      | 14,35      |
| 8    | FRA  | Robert Bobin       | 14,02      |

### Kogelstoten
| Rang | Land | Atleet          | Tijd       |
| ---- | ---- | --------------- | ---------- |
| 1    | ISL  | Gunnar Huseby   | 16,74 (CR) |
| 2    | ITA  | Angiolo Profeti | 15,16      |
| 3    | URS  | Oto Grigalka    | 15,14      |
| 4    | SUI  | Willy Senn      | 14,95      |
| 5    | YUG  | Petar Sarcevic  | 14,90      |
| 6    | TCH  | Vladimir Jirout | 14,89      |
| 7    | GBR  | John Savidge    | 14,69      |
| 8    | GBR  | John Giles      | 14,29      |

| Rang | Land | Atleet               | Tijd       |
| ---- | ---- | -------------------- | ---------- |
| 1    | URS  | Anna Andrejeva       | 14,32 (CR) |
| 2    | URS  | Klawdija Totschonowa | 13,92      |
| 3    | FRA  | Micheline Ostermeyer | `13,37     |
| 4    | URS  | Galina Zybina        | 13,07      |
| 5    | POL  | Magdalena Bregulanka | 12,80      |
| 6    | YUG  | Marija Radosavljević | 12,75      |
| 7    | ITA  | Amelia Piccinini     | 12,40      |
| 8    | YUG  | Nada Kotlusek        | 12,34      |

### Discuswerpen
| Rang | Land | Atleet           | Tijd       |
| ---- | ---- | ---------------- | ---------- |
| 1    | ITA  | Adolfo Consolini | 53,75 (CR) |
| 2    | ITA  | Giuseppe Tosi    | 52,31      |
| 3    | FIN  | Olavi Partanen   | 48,69      |
| 4    | NOR  | Stein Johnson    | 48,55      |
| 5    | SWE  | Arne Hellberg    | 47,37      |
| 6    | TCH  | Alojz Kormúth    | 46,17      |
| 7    | GRE  | Nikolas Syllas   | 46,14      |
| 8    | DEN  | Jorgen Munk Plum | 45,93      |

| Rang | Land | Atleet                 | Tijd       |
| ---- | ---- | ---------------------- | ---------- |
| 1    | URS  | Nina Doembadse         | 48,03 (CR) |
| 2    | URS  | Rimma Schumskaja       | 45,79      |
| 3    | ITA  | Edera Cordiale         | 44,77      |
| 4    | FRA  | Micheline Ostermeyer   | 41,22      |
| 5    | YUG  | Julija Matej           | 40,58      |
| 6    | FRA  | Paulette Veste         | 37,86      |
| 7    | ITA  | Ljubica Gabric-Calvesi | 37,73      |
| 8    | AUT  | Lotte Haidegger        | 37,40      |

### Kogelslingeren
| Rang | Land | Atleet                 | Tijd  |
| ---- | ---- | ---------------------- | ----- |
| 1    | NOR  | Sverre Strandli        | 55,71 |
| 2    | ITA  | Teseo Taddia           | 54,73 |
| 3    | TCH  | Jiří Dadák             | 53,64 |
| 4    | YUG  | Ivan Gubijan           | 53,44 |
| 5    | URS  | Alexander Kanaki       | 53,09 |
| 6    | GBR  | Duncan Clark           | 52,83 |
| 7    | DEN  | Svend-Aage Frederiksen | 50,01 |
| 8    | GBR  | Ewan Douglas           | 49,18 |

### Speerwerpen
| Rang | Land | Atleet            | Tijd  |
| ---- | ---- | ----------------- | ----- |
| 1    | FIN  | Toivo Hyytiäinen  | 71,26 |
| 2    | SWE  | Per-Arne Berglund | 70,06 |
| 3    | SWE  | Ragnar Ericzon    | 69,82 |
| 4    | YUG  | Mirco Vujacic     | 66,84 |
| 5    | FIN  | Tapio Rautavaara  | 66,20 |
| 6    | ITA  | Amos Matteucci    | 64,99 |
| 7    | AUT  | Erwin Pektor      | 62,13 |
| 8    | NED  | Nico Lutkeveld    | 61,50 |

| Rang | Land | Atleet                 | Tijd       |
| ---- | ---- | ---------------------- | ---------- |
| 1    | URS  | Natalja Smirnizkaja    | 47,55 (CR) |
| 2    | AUT  | Herma Bauma            | 43,87      |
| 3    | URS  | Galina Zybina          | 42,75      |
| 4    | URS  | Vera Nabokowa          | 41,88      |
| 5    | TCH  | Dana Zátopková-Ingrova | 41,34      |
| 6    | DEN  | Lily Kelsby            | 40,25      |
| 7    | YUG  | Maria Radosavljevic    | 38,33      |
| 8    | SWE  | Ingrid Almqvist        | 38,21      |

### Tienkamp/Vijfkamp
| Rang | Land | Atleet           | Tijd      |
| ---- | ---- | ---------------- | --------- |
| 1    | FRA  | Ignace Heinrich  | 7364 (CR) |
| 2    | ISL  | Örn Clausen      | 7297      |
| 3    | SWE  | Kjell Tånnander  | 7275      |
| 4    | SWE  | Göran Widefelt   | 7005      |
| 5    | SUI  | Armin Scheurer   | 6944      |
| 6    | URS  | Wladimir Wolkow  | 6869      |
| 7    | POL  | Edward Adamczyk  | 6861      |
| 8    | TCH  | Miloslav Moravec | 6824      |

| Rang | Land | Atleet             | Tijd |
| ---- | ---- | ------------------ | ---- |
| 1    | FRA  | Arlette Ben Hamo   | 3204 |
| 2    | GBR  | Bertha Crowther    | 3048 |
| 3    | TCH  | Olga Modrachová    | 3026 |
| 4    | SWE  | Mona-Lisa Eglund   | 2936 |
| 5    | FRA  | Marguerite Martel  | 2918 |
| 6    | NOR  | Unni Sæter         | 2870 |
| 7    | URS  | Klavdiya Tochenova | 2818 |
| 8    | YUG  | Ivanka Knez        | 2778 |

### Marathon
| Rang | Land | Atleet              | Tijd         |
| ---- | ---- | ------------------- | ------------ |
| 1    | GBR  | Jack Holden         | 2:32.13 (CR) |
| 2    | FIN  | Veikko Karvonen     | 2:32.45      |
| 3    | URS  | Fedrori Wanin       | 2:33.47      |
| 4    | SWE  | Gösta Leandersson   | 2:34.26      |
| 5    | URS  | Wassilij Gordijenko | 2:34.37      |
| 6    | FRA  | Charles Cerou       | 2:36.09      |
| 7    | BEL  | Jean Leblond        | 2:36.55      |
| 8    | BEL  | Etienne Gailly      | 2:38.24      |

### 10 km snelwandelen
| Rang | Land | Atleet            | Tijd    |
| ---- | ---- | ----------------- | ------- |
| 1    | SUI  | Fritz Schwab      | 46.01,8 |
| 2    | FRA  | Emile Maggi       | 46.16,8 |
| 3    | SWE  | John Mikaelsson   | 46.48,2 |
| 4    | ITA  | Salvatore Cascino | 48.46,0 |
| 5    | FRA  | Louis Chevalier   | 49.03,0 |
| 6    | BEL  | Robert Delannoit  | 50.22,6 |
| 7    | NOR  | Ragnar Olsen      | 51.41,8 |
| 8    | BEL  | Leon van Dyck     | 52.15,4 |

### 50 km snelwandelen
| Rang | Land | Atleet           | Tijd    |
| ---- | ---- | ---------------- | ------- |
| 1    | ITA  | Pino Dordoni     | 4:40.42 |
| 2    | SWE  | John Ljunggren   | 4:43.25 |
| 3    | SWE  | Verner Ljunggren | 4:49.28 |
| 4    | TCH  | Josef Doležal    | 4:55.49 |
| 5    | GBR  | John Proctor     | 4:58.01 |
| 6    | GBR  | Alfred Cotton    | 5:03.30 |
| 7    | FRA  | Claude Hubert    | 5:00.49 |
| 8    | FRA  | Georges Pouchet  | 5:12.16 |

## Legenda
- AR = Werelddeelrecord (Area Record)
- CR = Kampioenschapsrecord (Championship Record)
- SB = Beste persoonlijke seizoensprestatie (Seasonal Best)
- PB = Persoonlijk record (Personal Best)
- NR = Nationaal record (National Record)
- ER = Europees record (European Record)
- WL = 's Werelds beste seizoensprestatie (World Leading)
- WJ = Wereld juniorenrecord (World Junior Record)
- WR = Wereldrecord (World Record)

## Medaillespiegel
| Plaats | Land                | Goud | Zilver | Brons | Totaal |
| 1      | Verenigd Koninkrijk | 8    | 3      | 6     | 17     |
| 2      | Sovjet-Unie         | 6    | 5      | 5     | 16     |
| 3      | Frankrijk           | 4    | 8      | 3     | 15     |
| 4      | Nederland           | 4    | 3      | 1     | 8      |
| 5      | Italië              | 3    | 5      | 1     | 9      |
| 6      | Tsjecho-Slowakije   | 3    | 0      | 3     | 6      |
| 7      | IJsland             | 2    | 1      | 0     | 3      |
| 8      | Zweden              | 1    | 4      | 7     | 12     |
| 9      | Finland             | 1    | 3      | 5     | 9      |
| 10     | Noorwegen           | 1    | 0      | 0     | 1      |
| 10     | Zwitserland         | 1    | 0      | 0     | 1      |
| 12     | Oostenrijk          | 0    | 1      | 0     | 1      |
| 12     | Joegoslavië         | 0    | 1      | 0     | 1      |
| 14     | België              | 0    | 0      | 1     | 1      |
| 14     | Turkije             | 0    | 0      | 1     | 1      |
| Totaal | Totaal              | 34   | 34     | 34    | 102    |

1934 ·
1938 ·
1946 ·
1950 ·
1954 ·
1958 ·
1962 ·
1966 ·
1969 ·
1971 ·
1974 ·
1978 ·
1982 ·
1986 ·
1990 ·
1994 ·
1998 ·
2002 ·
2006 ·
2010 ·
2012 ·
2014 ·
2016 ·
2018 ·
2022 ·
2024
Belgische medaillewinnaars · Nederlandse medaillewinnaars